# Apothekenleistung
Unter Apothekenleistung versteht man im Gesundheitswesen den nicht auf das Arzneimittel bezogenen Aufwand der Apotheken.

## Grundlagen
Apotheken vertreiben im Prinzip Medikamente und andere Arzneimittel im Sinne eines Handelsunternehmens. In einem öffentlich finanzierten oder zumindest subventionierten Gesundheitssystem wird neben dem Medikament selbst aber auch der sonstige Aufwand der Apotheke aus dem Finanzierungssystem heraus abgegolten: Apotheken bilden einen bedeutenden Sektor des Gesundheitssystems, und eine Nahversorgung ist politisch ebenso gewollt wie staatlich kontrollierte Medikamentenpreise. Daher werden Apotheken meist nicht unbedingt als reine selbstfinanzierte Wirtschaftsunternehmen geführt, sondern sind in die Finanzierung über Krankenkassen und Krankenversicherungen eingebunden. Daneben ist Beratung des Patienten und insbesondere die Aufklärung über das Medikament („Fragen sie Ihren Arzt oder Apotheker“) ein wichtiger Aspekt der Apothekenleistung. Dieser über den branchenüblichen Kundendienst hinausgehende Zeitaufwand wird ebenso abgegolten wie etwa das Führen der öffentlich-statistischen Daten zur Medikamentierung und die Nacht- und Bereitschaftsdienste. Außerdem wickeln Apotheken meist noch eine allfällige Rezeptgebühr seitens des Patienten ab.
Diesen abgegoltenen Aufwand nennt man Apothekenleistung. Sie umfasst hauptsächlich den tatsächlichen Betriebsaufwand, also die Betriebskosten und die Arbeitskosten (die Arbeitsentgelte der Beschäftigten), und allfällig auch die Eigenproduktion der Apotheke. Apothekenleistung und Aufwand für Medikamente (Wareneinsatz: Einstandspreis und Apothekenspanne – also Händlerpreis und Handelsspanne) bilden zusammen grundsätzlich den Erlös (Umsatz) einer Apotheke, Abgeltung und Apothekenspanne die Einkünfte.
Ursprünglich war die Aufgabe einer Apotheke, auf Anweisung des Arztes (dem Rezept) ein Präparat aus den vorrätig zu haltenden pharmazeutischen Grundstoffen herzustellen. Diese Aufgabe und die Eigenproduktion ist durch die Entwicklung der Pharmaindustrie weitgehend in den Hintergrund geraten, weshalb die Apothekenleistung heute hauptsächlich im Handel mit eingekauften Medikamenten liegt.
Weil die reine Verteilung der öffentlichen Medikamentierung trotz allem nicht sonderlich lukrativ ist, vertreiben viele Apotheken heute auch rezeptfreie Therapeutika, Kosmetika und andere Gesundheitsprodukte. Dieser Unternehmensbereich wird nicht zur Apothekenleistung im eigentlichen Sinne gerechnet, sondern ist der eines normalen Handelsunternehmens außerhalb der öffentlichen Sozialfürsorge.
Eine Veränderung in der Apothekenlandschaft ergibt sich durch den Online-Medikamantenhandel (Versandapotheken). Ein Problemfeld ist hierbei derjenige Medikamantenhandel, der illegal oder in einer Grauzone am Sozialsystem verbeiführt, für solche Handelsunternehmungen entfällt ein Gutteil der Betriebskosten einer niedergelassenen Apotheke, insbesondere ersparen sie sich aber den Aufwand der meist gesetzlich vorgeschriebenen Beratungs- und Statistikpflicht, und für alle Online-Händler die Notfallversorgung (Nacht-/Bereitschaftsdienst).

## Nationales

### Österreich
In Österreich werden die Apothekenleistungen von den Krankenkassen (Pflichtversicherung) abgegolten.
Die Ausgaben der gesetzlichen Krankenversicherung belaufen sich auf etwa 15 Mrd. € (2012: 5,189 Mrd. €). Davon machen die Apothekenleistungen nur etwa knapp 3 % aus (2012: 421 Mio. €, 2,8 %). Im Vergleich dazu umfasst der Medikamentenaufwand, der über die Apotheken – ohne ärztliche Apotheken –  läuft, also das Handelsvolumen als Durchlaufposten gut 10 % (Aufwand für Arzneimittel abzüglich Mehrwertsteuer und Rezeptgebühr insgesamt 2012: 1,99 Mrd. €, 13,1 %), knapp das 4fache. Die abgewickelte Rezeptgebühr macht knapp 400 Mio. € (2012: 388 Mio. €) aus.
| Aufgliederung                                                  |                                           | in Mrd. Euro | in %  |
| -------------------------------------------------------------- | ----------------------------------------- | ------------ | ----- |
| Ärztliche Hilfe                                                |                                           | 4,568        | 30,1  |
| Anstaltspflege                                                 |                                           | 4,446        | 29,3  |
| Verwaltungsaufwand                                             |                                           | 0,430        | 2,8   |
| Arzneimittel inkl. MwSt.                                       |                                           | 3,005        | 19,8  |
| Arzneimittel exkl. MwSt.                                       |                                           | 2,721        | 17,9  |
| Arzneimittel Wertschöpfung                                     | öffentliche Apotheken (Apothekenleistung) | 0,421        | 2,8   |
| Arzneimittel Wertschöpfung                                     | ärztliche Hausapotheken                   | 0,064        | 0,4   |
| Arzneimittel Wertschöpfung                                     | sonstiger Bezug                           | 0,012        | 0,1   |
| Arzneimittel Wertschöpfung                                     | Großhandel                                | 0,174        | 1,1   |
| Arzneimittel Wertschöpfung                                     | Industrie                                 | 2,049        | 13,5  |
| Heilbehelfe                                                    |                                           | 0,240        | 1,6   |
| Sonstige Ausgaben                                              |                                           | 2,500        | 16,5  |
| Ausgaben gesamt                                                |                                           | 15,189       | 100,0 |
| Quellen: Sozialversicherungen, Österreichische Apothekerkammer |                                           |              |       |

Für die 1300 öffentlichen Apotheken beträgt die Apothekenleistung durchschnittlich  gut 300.000 €. Der Krankenkassenumsatz insgesamt macht durchschnittlich 1,7 Mio. € aus, weitere 800.000 € sind Privatumsatz. An Rezeptgebühren bearbeitet eine Apotheke im Schnitt etwa weitere 300.000 € pro Jahr.
Auf die Versicherten bezogen (durch die Pflichtversicherung sind 99 % der Bevölkerung in den Krankenkassen versichert) macht die Apothekenleistung also 50 € pro Kopf und Jahr aus. Der Österreicher gibt im Jahr gut 400 € (2011: 416,1 €) für Medikamente aus (davon etwa 70 % auf Krankenkassa).
Das heißt, etwa ein Zehntel des Arzneimittelbudgets wird für die Erhaltung der flächendeckenden Apothekenlandschaft aufgewendet. Versandhandel ist in Österreich prinzipiell nur für rezeptfreie Arzneimittel zulässig, spielt also keine Rolle in der öffentlichen Gesundheitsvorsorge.